# Retrato de Pío VII
El Retrato de Pío VII es un retrato del papa Pío VII realizado por el pintor francés Jacques-Louis David para agradecer al pontífice por asistir a la coronación de Napoleón I de Francia (apareciendo también en la pintura de David La coronación de Napoleón, como un mero espectador).

## Historia
La pintura parece haber sido encargado por Charles Pierre Claret de Fleurieu, intendente general del emperador francés, aunque no se menciona por escrito, ya que no existen registros de ello. Fue pintado en el Palacio de las Tullerías a finales de febrero de 1805. David parece haber sido conquistado e impresionado por la sencillez de Pío VII y su profunda humanidad, mostrándole en una pose introspectiva, que lo alejaba de la visión de ser el prelado más poderoso de la cristiandad. Se le pagó 10.000 francos para ello y se exhibió en la Galería del Sénat y luego asignado al Museo Napoléon (conocido actualmente como el Museo del Louvre). Luego, en 1824 fue colgado en el castillo de Luxemburgo, antes de regresar al Louvre en 1827.
David produjo tres copias del retrato con la asistencia de uno de sus estudiantes (probablemente Georges Rouget), dos de los cuales fueron encargados por Napoleón I para el museo de Fontainebleau y el museo del castillo de Versalles. David se quedó con la tercera copia, y se lo llevó con él en su exilio en Bruselas, la cual se ha perdido.

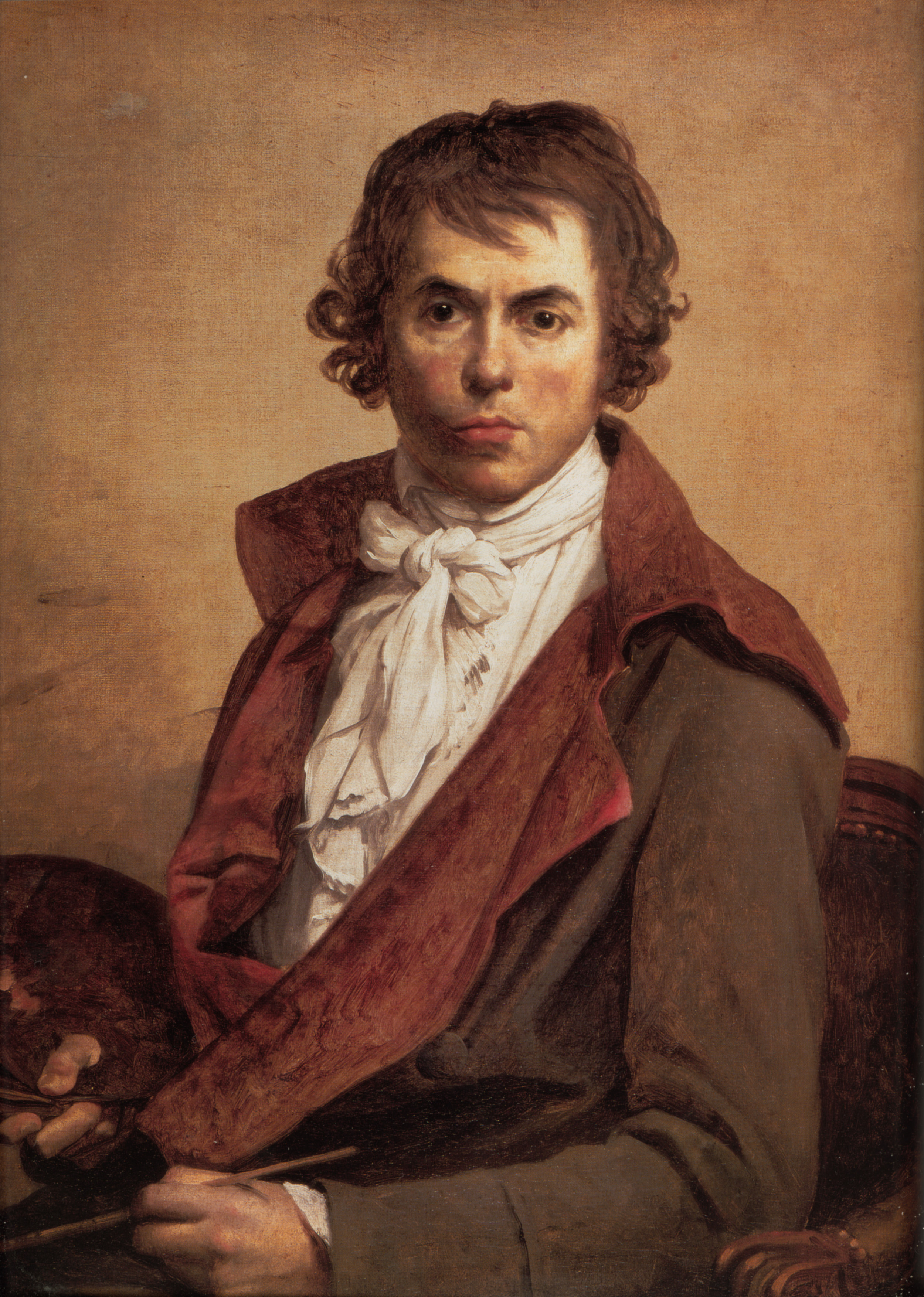
Jacques-Louis David.

## Descripción
Vertical en formato y con un fondo marrón, la pintura muestra a Pío VII de tres cuartos de longitud sentado en un sillón de terciopelo rojo bordado en oro. Tiene una expresión tranquila y lleva un solideo blanco, un roquete blanco o túnica (de las cuales solo las mangas se pueden ver), una esclavina de terciopelo rojo de tipo camail con puños de armiño y una estola roja con bordados de oro. Resto de las armas de Pío VII se encuentran en los brazos de la silla, y su mano derecha sostiene un papel en el que está escrito en latín Pio VII Bonarium Artium Patron (Pío VII, Patrón de las Bellas Artes). La obra está firmada por David, arriba a la izquierda con LUD. DAVID PARISIIS 1805.
- Datos: Q3399514
- Multimedia: Pope Pius VII (Jacques-Louis David - Louvre INV 3701) / Q3399514